# Imola (Maďarsko)
Imola je obec na severovýchodě Maďarska v župě Borsod-Abaúj-Zemplén v okrese Putnok.
Rozkládá se na ploše 18,12 km² a v roce 2024 zde žilo 79 obyvatel.